# Знищення хімічної зброї

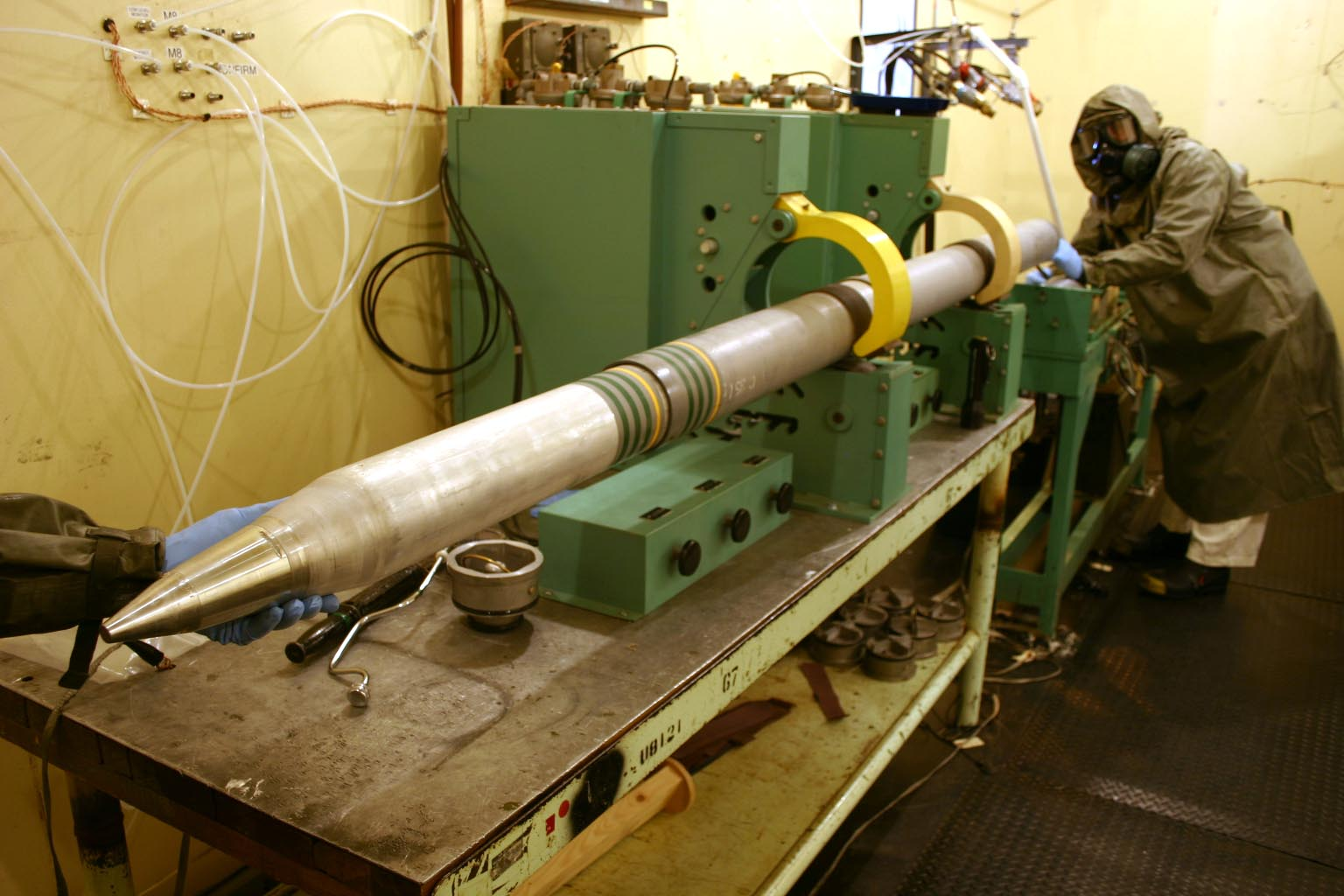
Огляд ракети M55 на основі зарину співробітниками (США)

Зни́щення хімі́чної збро́ї — процес переробки хімічної зброї з метою перетворення її у речовини, що не є небезпечними у використанні.
Основними застосовуваними методами знищення хімічної зброї є спалювання і нейтралізація, котрі можуть поєднуватися з іншими методами для повнішої переробки.

## Методи переробки

### Спалювання

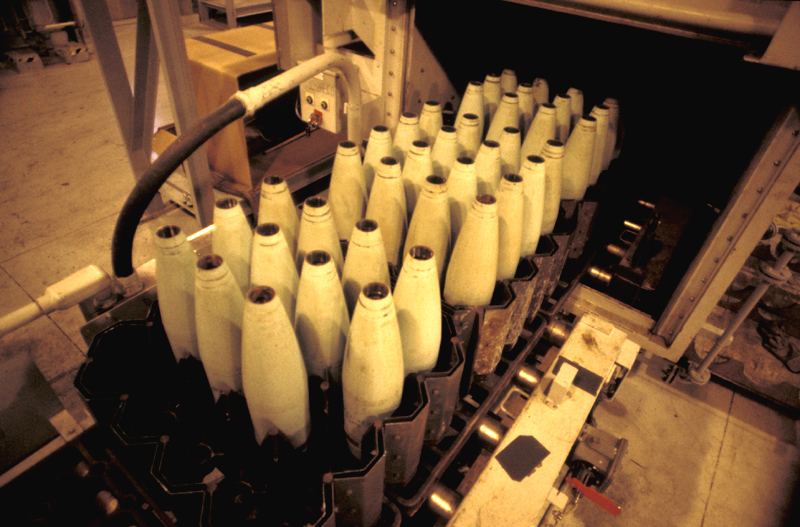
Порожні хімічні снаряди після температурної деконтамінації у печі (атол Джонстон, США)

Принципова схема переробки складається з чотирьох етапів:
1. вивільнення і спалювання рідких хімічних агентів;
2. відокремлення залишкової кількості вибухівки та нагрівання у печі для знищення її слідів;
3. деконтамінація металевих частин хімічних снарядів;
4. спалювання та очистка відходів.

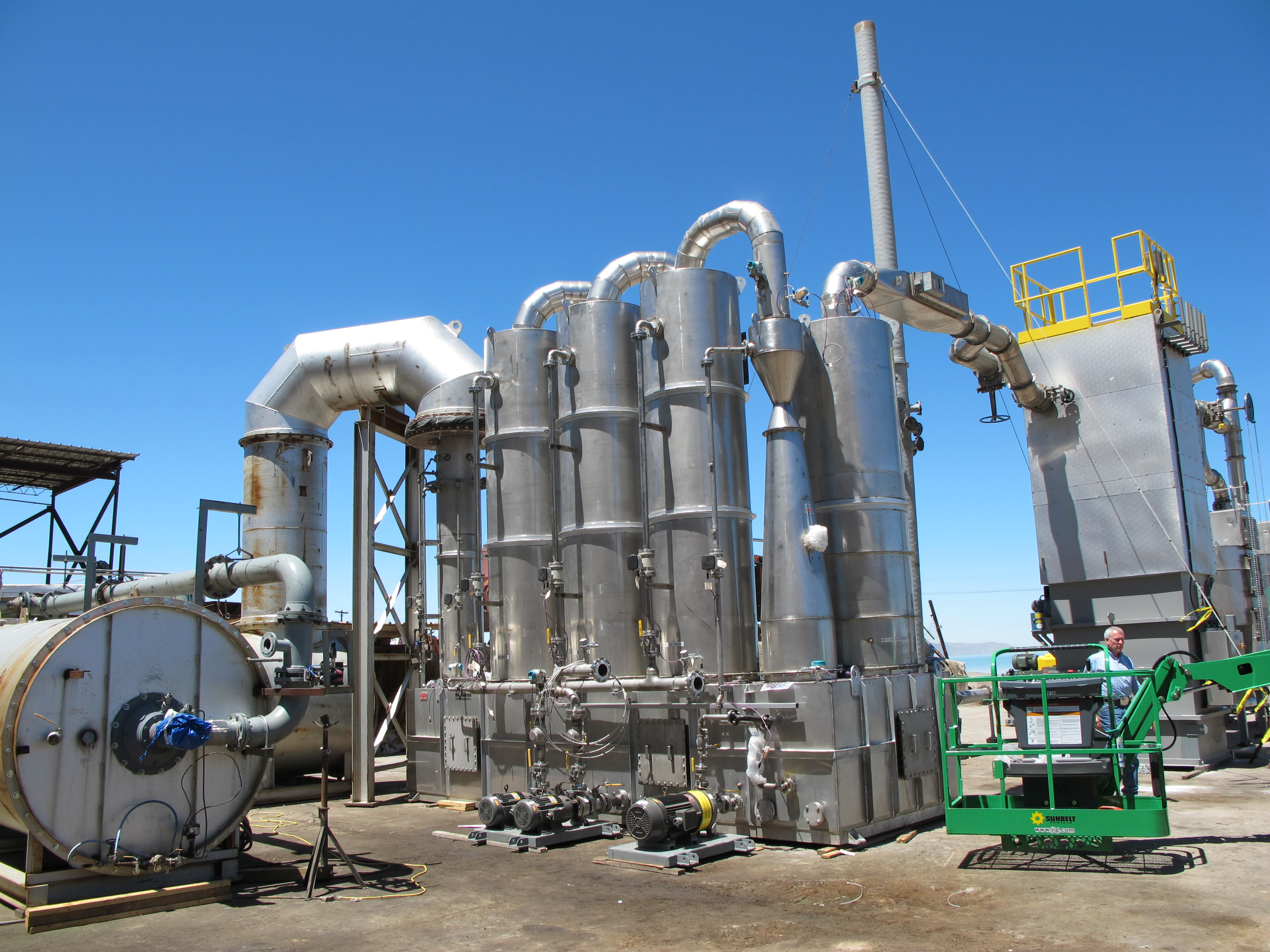
Система очистки викидів на хімічному об'єкті в Туела (США)

Першопочатково хімічні снаряди нагрівають при температурі 540 °C для виділення з них абсолютної більшості хімічного рідкого агенту й вибухівки. Вибухівку відправляють на переробку, виділені зі снарядів рідкі речовини спалюють при 1480 °C, а продукти горіння направляють на очистку. Залишкові кількості речовин, в тому числі драглеподібні, виділяють зі снарядів ще протягом 40 хвилин, а згодом також подають у камеру спалювання, де ті розкладаються за температури 1090 °C і потім подаються на стадію очистки викидів. Деконтамінацію снарядів здійснюють у камері, де їх нагрівають до 1600 °C протягом щонайменше 10 хвилин.
Результатом очистки газів є певна кількість сольового розчину, а також викиди до атмосфери зі складом: 43—48% азоту, 39—45% води, 5—7% кисню, майже 6% вуглекислого газу і менше 0,01% інших речовин.

### Нейтралізація

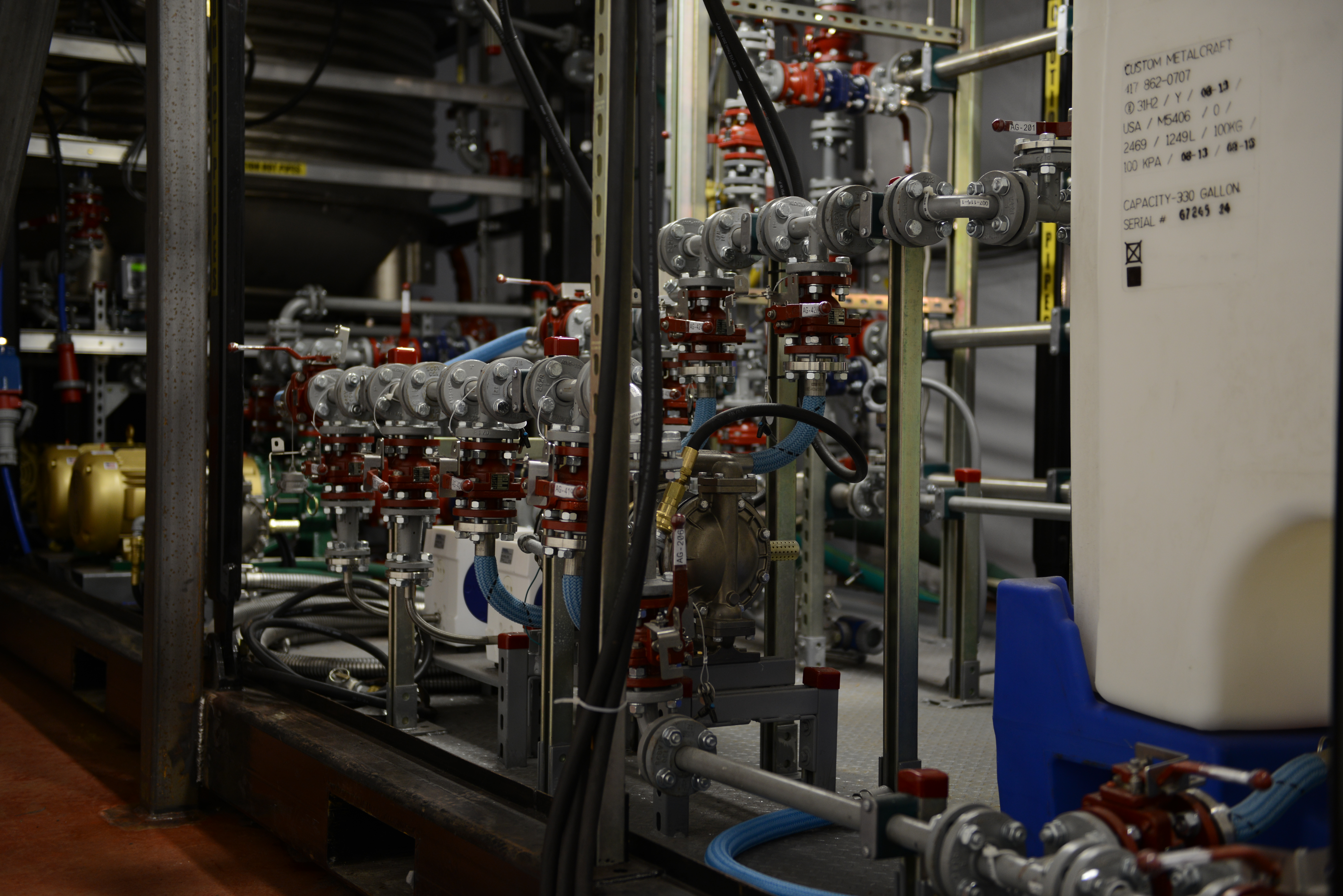
Польова гідролізна система

Більшість бойових отруйних речовин є нестійкими до гідролізу, особливо лужного. Так, поширена отрута нервово-паралітичної дії зарин є стійкою за нейтрального pH, однак швидко розкладається при її обробці водним розчином гідроксиду натрію — напівгідроліз при pH 7 і температурі 300 °C триває 146 годин, тоді як у слабколужному середовищі pH 9 лише 0,4 години:
CH3P(O)(OC3H7)F + 2NaOH → CH3P(O)(OC3H7)ONa + NaF
Відзначено, що незначні кількості орто-йодобензоатів можуть пришвидшувати процес розкладання. Труднощами в цьому методі є можливість протікання зворотної реакції. Для запобігання цьому здійснюють контроль pH і незначне зниження температури.
У багатьох випадках швидкість протікання нейтралізації виявлялася значно меншою, аніж очікувалося. На додачу до цього в ході реакції може утворюватися певна кількість домішок і побічних продуктів, що ускладнюють моніторинг повноти нейтралізації. Порівняно з методом спалювання внаслідок нейтралізації утворюється більша кількість сольових відходів, а сам процес є дорожчим.

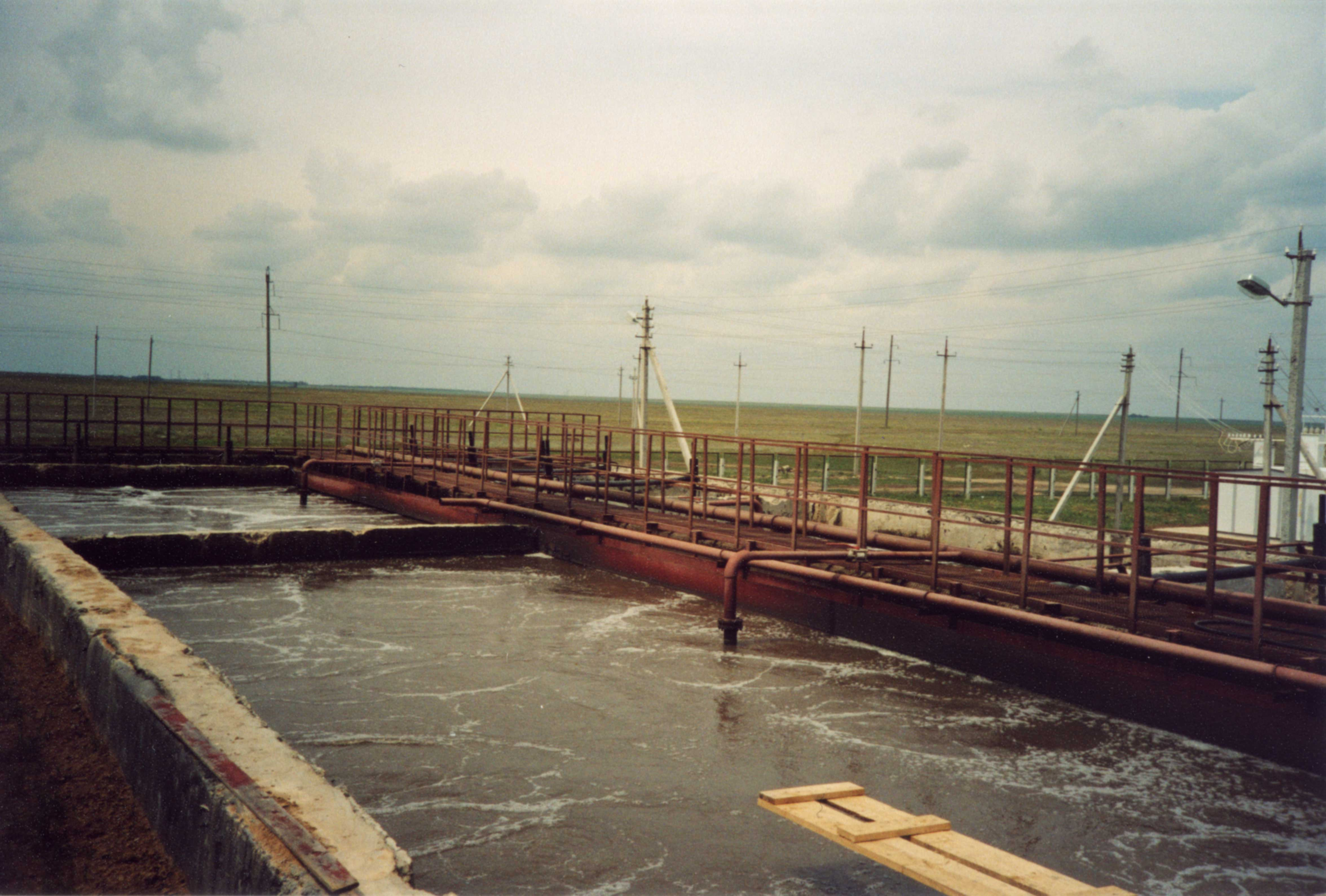
Аеротенк з активним мулом на заводі з переробки хімічної зброї у с. Михайлівський (Росія)

Суттєвою модифікацією методу нейтралізації стало доповнення її стадією біопереробки відходів (застосування так званого активного мулу). Використання різноманітних бактерій дає змогу повніше переробляти небезпечні продукти. Наприклад, після споживання бактеріями тіодигліколів, що утворюються при гідролізі іприту, до атмосфери надходить лише вуглекислий газ. Аналогічно можна здійснювати і переробку речовин на кшталт VX: при використанні для очищення стічних вод бактерій Methylobacterium radiotolerans, Agrobacterium tumefaciens, Klebsiella oxytoca, іммобілізованих на поліуретані, вдається досягти розкладання фосфорорганічних отрут на 99% за 8 діб.

### Інші методи

#### Суперкритичне водне окиснення
Суперкритичне водне окиснення (англ. supercritical water oxidation) полягає у розкладанні токсичних речовин за умов вище критичної точки води — при 314 °C і 218 атм. За цих умов у ній розчиняються всі органічні сполуки і гази, де зазнають окиснення повітрям. Цей метод має суттєву перевагу над методом спалювання, оскільки здійснюється за нижчих температур, а всі продукти реакції перебувають у розчині, тому можуть бути досліджені, розділені і направлені на подальшу переробку (наприклад, на нейтралізацію). Технічним недоліком такого способу є значна корозійна агресивність середовища, що вимагає ретельного проектування заводських потужностей.

#### Плазмовий піроліз
Перспективним методом є плазмовий піроліз (англ. plasma arc pyrolysis), в якому при пропусканні речовин крізь плазму, що має температуру від 1000 до 20 000 °C, усі речовини розпадають на атоми.
Метод має суттєве обмеження — може здійснюватися переробка лише рідких речовин, тобто він не придатний для деконтамінації снарядів.

#### Окиснення солями срібла
Сполуки Ag+2, які є сильними окисниками, можуть використовуватися для розкладання хімічної зброї. Типовим є окиснення, що проводиться за температури 90 °C у нітратній кислоті концентрацією 8 моль/л:
зарин: C4H10PFO2 + 10H2O + 26Ag2+ → H3PO4 + HF + 26H+ + 26Ag+
іприт: C4H8SCl2 + 12H2O + 28Ag2+ → 4CO2 + H2SO4 + 2Cl- + 30H+ + 28Ag+
VX: C11H26SNPO2+ 31H2O + 82Ag2+ → 11CO2 + H3PO4 + H2SO4 + HNO3 + 82H+ + 82Ag+
Завдяки сильним окисним властивостям сполуки Ag+2 можуть розкладати велику кількість речовин за достатньо м'яких умов (це важлива умова для уникнення утворення хлорованих діоксинів). Недоліками методу є необхідність введення додаткової кількості солі при окисненні хлоропохідних — через випадіння в осад хлориду срібла, а також необхідність створення особливих хімічних реакторів, що не зазнають впливу окисників.

#### Газофазне хімічне відновлення
Компанією «ECO LOGIC» (Роквуд, Онтаріо) був запропонований метод газофазного відновлення (англ. gas-phase chemical reduction technology) за допомогою струменя водню за високих температур (до 850 °C) і нормального тиску. Результатом такої обробки є менш токсичні речовини, наприклад, хлороводень, метан та інші легкі вуглеводні. Разом із тим в ході відновлення можуть утворюватися небажані продукти: сажа, ароматичні і поліциклічні вуглеводні. Для органічних сполук, що мають значний вміст гетероатомів, продуктами розкладання буде велика кількість неорганічних сполук.

#### Кріофракціонування
Суть кріофракціонування (англ. cryofracture technology), запропонованого «General Atomics», полягає в охолодженні рідким азотом споряджених хімічних снарядів до наднизьких температур (до -196 °C) із наступним роздрібненням під пресом. Як металева оболонка, так і хімічний агент за таких температур стають нестійкими і легко руйнуються. Після механічної обробки усі компоненти направляються для спалювання, в результаті чого залишаються лише металеві частини, придатні для переробки чи утилізації.
Значною перевагою такого методу є відсутність необхідності попереднього розбирання снарядів, що підвищує безпечність процесу, а також можливість переробки вибухонебезпечних боєприпасів.